# Mike Thijssen
Mike Thijssen (Eindhoven, 3 december 1985) is een Nederlandse voormalig voetballer die als middenvelder speelde.
Hij doorliep de jeugdopleidingen van EFC en Willem II. Thijssen maakte zijn debuut in het betaalde voetbal op 10 augustus 2007 tegen Helmond Sport.

## Carrière
| Seizoen | Club             | Wedstrijden | Doelpunten | Competitie           |
| ------- | ---------------- | ----------- | ---------- | -------------------- |
| 2007/08 | TOP Oss          | 23          | 0          | Eerste divisie       |
| 2008/09 | TOP Oss          | 19          | 0          | Eerste divisie       |
| 2009/10 | FC Oss           | 24          | 1          | Eerste divisie       |
| 2010/11 | Overpeltse VV    | 23          | 2          | Vierde klasse        |
| 2011/12 | Overpeltse VV    | 25          | 3          | Vierde klasse        |
| 2012/13 | Overpeltse VV    | 28          | 0          | Vierde klasse        |
| 2013/14 | KFC Zwarte Leeuw | 27          | 4          | Vierde klasse        |
| 2014/15 | VV Gestel        | ?           | ?          | Eerste klasse C Zuid |
| 2014/15 | KVV Vosselaar    | ?           | ?          | Vierde klasse        |
| 2015/16 | EFC              | 3           | 0          | Tweede klasse F Zuid |
| Totaal  |                  | 172         | 10         |                      |